# ابن شبل بغدادی
ابوعلی حسین بن عبدالله بغدادی شهرت‌یافته به ابن شبل بغدادی (۱۰۰۳- ۱۰۸۱م) فیلسوف، پزشک، اخترشناس، ادیب و شاعر عربی عراقی در در سدهٔ پنجم هجری بود.